# Ekin Deligöz

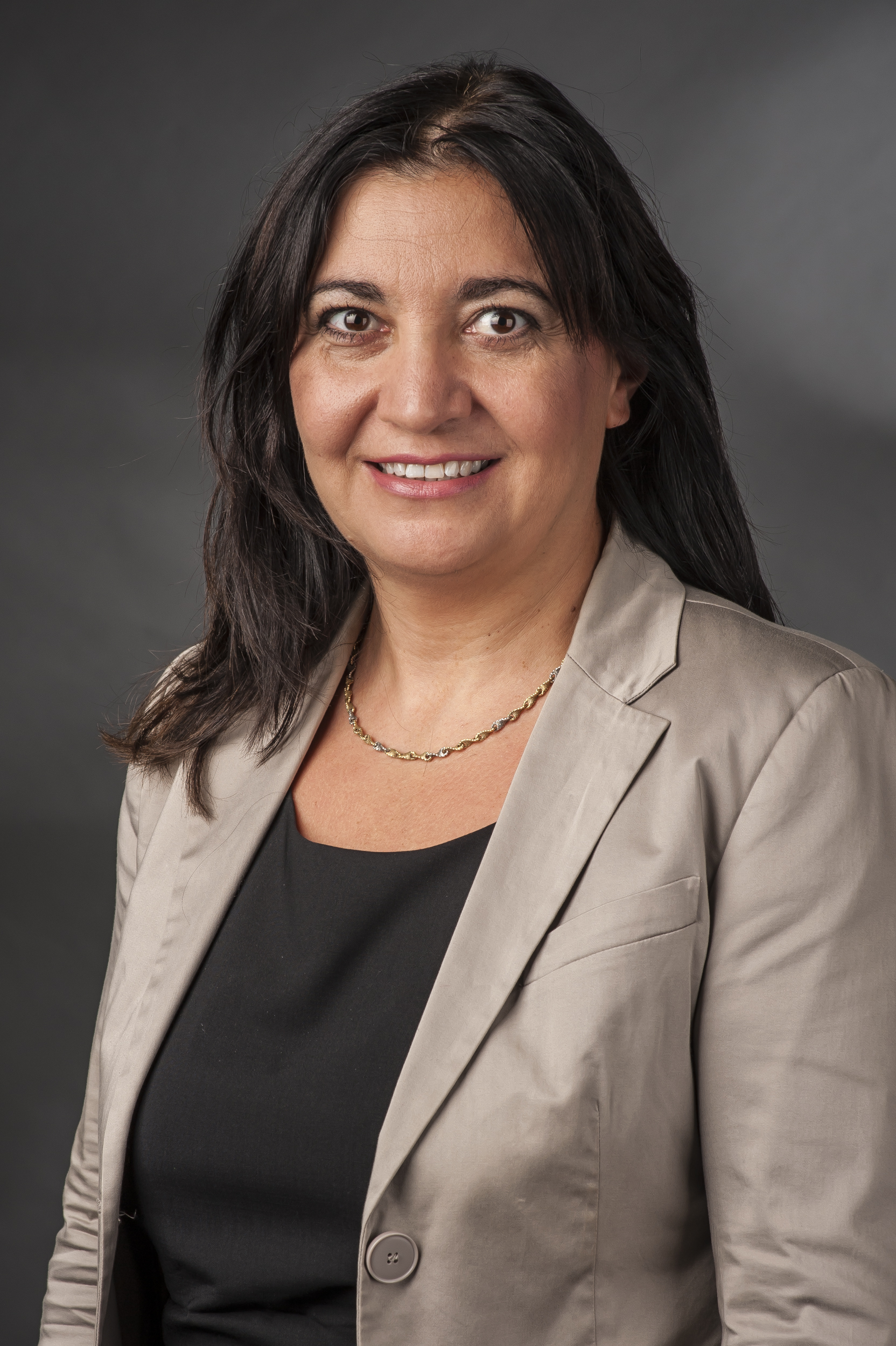
Ekin Deligöz (2014)

Ekin Deligöz (* 21. April 1971 in Tokat, Türkei) ist eine deutsche Politikerin (Bündnis 90/Die Grünen) und Verwaltungswissenschaftlerin. Sie gehörte von 1998 bis 2025 als Mitglied dem Deutschen Bundestag an. Von 2021 bis 2025 war Deligöz Parlamentarische Staatssekretärin bei der Bundesministerin für Familie, Senioren, Frauen und Jugend.

## Leben
Im September 1979 kam Ekin Deligöz mit ihrer Familie aus der Türkei in die Bundesrepublik Deutschland. 1992 bestand sie in Weißenhorn das Abitur und absolvierte anschließend ein Studium der Verwaltungswissenschaften in Konstanz und Wien, das sie 1998 als Diplom-Verwaltungswissenschaftlerin beendete.
Ekin Deligöz ist seit 1997 deutsche Staatsbürgerin. Sie ist verheiratet und hat zwei Kinder.

## Politische Laufbahn
Als Schülerin wurde sie 1988 Mitglied der Partei Die Grünen, heute Bündnis 90/Die Grünen. Sie gehörte 1991 zu den Mitbegründern des Bayerischen Landesverbandes der Grünen Jugend und war in dieser Zeit Sprecherin der Grün Bunt Alternativen Jugend Bayern. Von 1991 bis 1993 war Ekin Deligöz im Ortsvorstand Senden. Sie beteiligte sich von 1993 bis 1995 am Aufbau der Grünen Hochschulgruppe an der Universität Konstanz.
Von 2002 bis 2008 war Ekin Deligöz Vorsitzende des Bezirksverbandes Schwaben von Bündnis 90/Die Grünen. Von 2004 bis 2012 gehörte sie auch dem Parteirat der Grünen in Bayern an.

### Abgeordnete
Ekin Deligöz ist seit 1998 Mitglied des Deutschen Bundestages. Ihr Wahlkreis ist Neu-Ulm. Im Bundestag war sie von 2002 bis 2005 Parlamentarische Geschäftsführerin der Bundestagsfraktion von Bündnis 90/Die Grünen. Von 1998 bis 2009 war sie Mitglied der Kinderkommission des Deutschen Bundestages. Von 2005 bis 2009 war sie stellvertretende Vorsitzende des Bundestagsausschusses für Familie, Senioren, Frauen.
Im 16. Deutschen Bundestag war sie eine von fünf Muslimen.
In der 17. Wahlperiode war Deligöz eine der stellvertretenden Fraktionsvorsitzenden der Bundestagsfraktion Bündnis 90/Die Grünen. Sie war ordentliches Mitglied des Bundestagsausschusses für Familie, Senioren, Frauen sowie Mitglied des Ausschusses für Bildung, Forschung und Technikfolgenabschätzung. Des Weiteren war sie stellvertretendes Mitglied des Finanzausschusses und stellvertretendes Mitglied der Kinderkommission des Deutschen Bundestages.
Von 2013 bis 2021 war sie als Nachfolgerin von Jerzy Montag Sprecherin der bayerischen Landesgruppe im Bundestag.
Im 18. und 19. Bundestag war Deligöz Mitglied des Haushaltsausschusses des Deutschen Bundestages und Obfrau der Grünen im Rechnungsprüfungsausschuss. Zudem war sie als stellvertretendes Mitglied im Ausschuss für Arbeit und Soziales vertreten.
Sie war vom 8. Dezember 2021 bis zum 6. Mai 2025 Parlamentarische Staatssekretärin bei der Bundesministerin für Familie, Senioren, Frauen und Jugend, Lisa Paus (Grüne).
Bei der Bundestagswahl 2025 trat Deligöz nicht erneut an.

## Ehrenamtliche Tätigkeiten

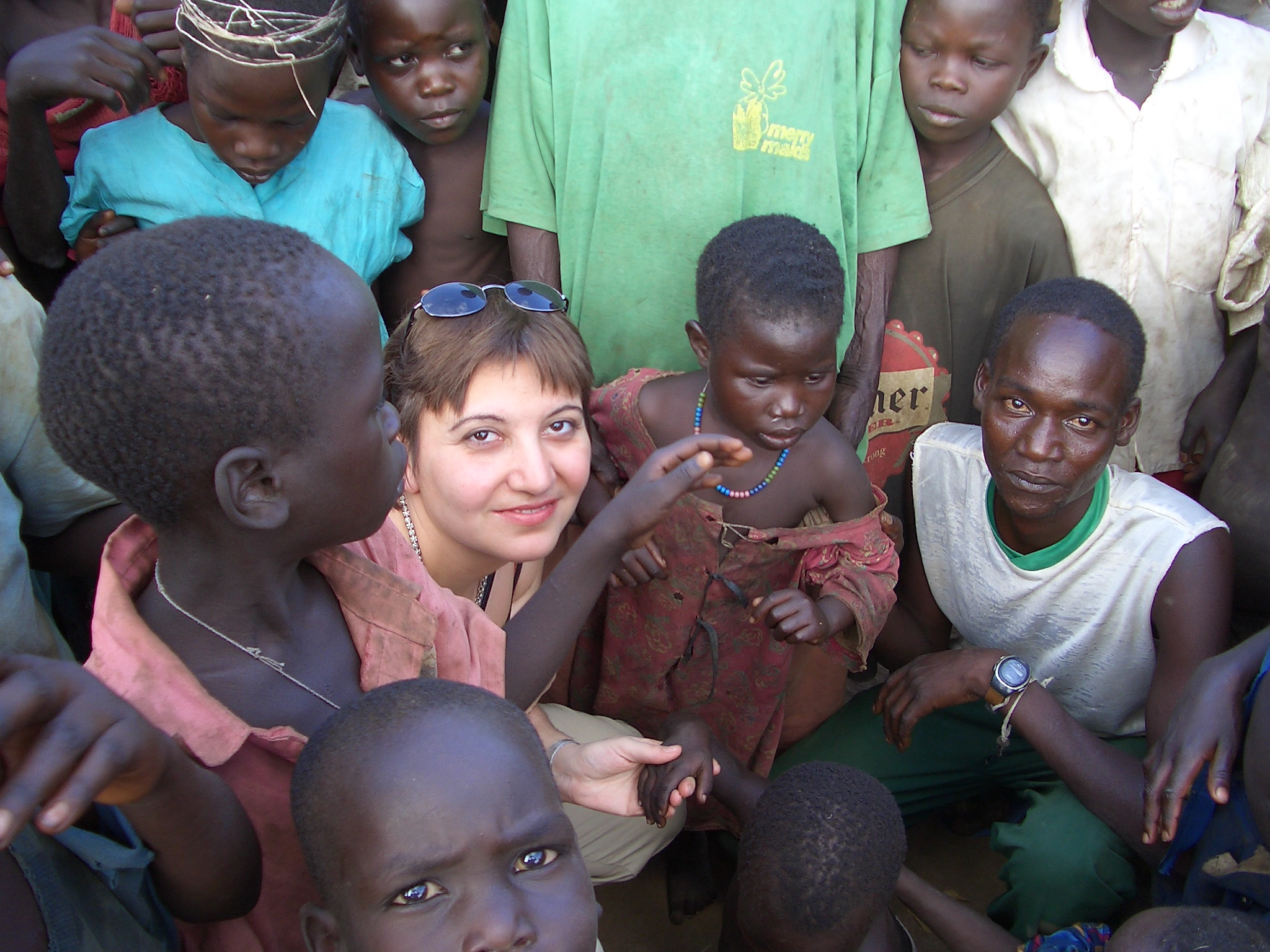
Ekin Deligöz in Uganda

- Mitglied des Deutschen Kinderschutzbundes
- Mitglied des Komitees bei UNICEF Deutschland
- Vorstandsmitglied bei Gegen Vergessen – Für Demokratie
- Mitglied Vertreterversammlung Ulmer Volksbank e.G.
- Mitglied im Bundesfachverband unbegleitete minderjährige Flüchtlinge
- Mitglied bei Atlantik-Brücke e. V.
- Mitglied im Tierschutzverein Weißenhorn e. V.

## Auszeichnungen
- Deutsch-Türkischer Freundschaftspreis 2007 in der Kategorie Politik
- 2019: Bayerische Verfassungsmedaille in Silber[5]

## Aufruf zum Ablegen des Kopftuchs
Am 15. Oktober 2006 rief Deligöz in der Bild am Sonntag zusammen mit einer Gruppe von deutsch-türkischen Politikerinnen in Deutschland lebende Musliminnen dazu auf, das Kopftuch abzulegen. Sie forderte alle demokratischen Kräfte und vor allem türkischstämmige Frauen in Deutschland dazu auf, sich gegen dieses „Zeichen der Unterdrückung der Frau“ zur Wehr zu setzen. Daraufhin sah sie sich neben einer Pressekampagne konservativer türkischer Zeitungen auch mit Schmähungen und Morddrohungen radikaler Muslime konfrontiert. Der Islamrat und die Millî Görüş kritisierten diesen Aufruf derart, dass sich die Unterzeichner besser um „die Bretter vor ihren eigenen Köpfen“ kümmern sollten. Bei einem Treffen zwischen Vertretern islamischer Verbände, unter anderem mit Ali Kizilkaya vom Islamrat, und Vertretern von Bündnis 90/Die Grünen, darunter außer Deligöz auch Fraktionschefin Renate Künast und Wolfgang Wieland, in Berlin am 31. Oktober 2006 konnte man sich zumindest auf den Minimalkonsens einigen, das Recht auf Meinungsfreiheit nicht in Frage zu stellen.
Am härtesten wurde Deligöz von türkisch-islamistischen Kreisen attackiert. Deligöz gehört der Konfession der Aleviten an.

## Veröffentlichungen
- Ausländer zwischen Integration und Segregation. Am Beispiel der türkischen Bevölkerung in Konstanz. Konstanzer Schriften zur Sozialwissenschaft, Band 50, Hartung Gorre Verlag Konstanz 1999, 120 S., ISBN 3-89649-366-3, Diplomarbeit.
- (Vorwort): Studierende türkischer Herkunft an der Universität Konstanz. Eine empirische Studie, in: Angelika Haas, Thorsten Berndt, Lars Dommermuth, Konstanz, Hartung-Gorre 1998, ISBN 3-89649-336-1.
- Aufgaben und Schwerpunkte einer künftigen Kinder- und Jugendpolitik. In: Wie jugendfähig ist Politik – wie politikfähig ist Jugendhilfe. Hrsg. von A. Engelbrecht, S. Beniers u. a., Frankfurt am Main 2000.
- Migranten in den Städten. In: Umwelt und Wohnen an der Universität. Konstanz 2000.
- Politik für Kinder in problematischen Stadtteilen. In: Aufwachsen und Lernen in der sozialen Stadt, Kinder und Jugendliche in schwierigen Lebensräumen. Hrsg. von Kirsten Bruhns und Wolfgang Mack, Opladen, Verlag für Sozialwissenschaften 2001, ISBN 3-8100-3040-6.
- Politik für Kinder – Politik für Eltern. Dokumentation einer Tagung der Heinrich-Böll-Stiftung vom 13./14. Juni 2002.
- Perspektive Doppelpass: Eine Zwischenbilanz der rot-grünen Staatsangehörigkeitsreform. In: Doppelte Staatsbürgerschaft – ein gesellschaftlicher Diskurs über Mehrstaatigkeit. Hrsg. von Y. Schröter, C. Mengelkamp, R. Jäger, Landau, Verlag Empirische Pädagogik 2005, ISBN 3-937333-02-9.
- Plädoyer für eine neue Kultur der Anerkennung – Eine schwäbisch-türkische Annäherung an die "Leitkultur"-Debatte. In: Verfassung, Patriotismus, Leitkultur. Was unsere Gesellschaft zusammenhält. Hrsg. von Norbert Lammert, Hamburg, Hoffmann und Campe 2006, ISBN 3-455-50005-6.
- Mitmischen statt Ausbaden. In: Ich kann. Ich darf. Ich will. Chancen und Grenzen sinnvoller Kinderbeteiligung. Hrsg. von Markus Schächter, Baden-Baden, Nomos 2011, ISBN 3-8329-5861-4.
- Wir riefen Arbeitskräfte und es kamen Menschen. In: Gegen Vergessen FÜR DEMOKRATIE – Informationen für Mitglieder, Freunde und Förderer von Gegen Vergessen – Für Demokratie e. V. Hrsg. von Gegen Vergessen für Demokratie e.V, Berlin, 2013.